# Мануель Гавілан
Мануель Гавілан (ісп. Manuel Gavilán; 1921 — 8 березня 2010) — парагвайський футболіст, що грав на позиції захисника за клуб «Лібертад», а також національну збірну Парагваю.

## Клубна кар'єра
У футболі відомий виступами за команду «Лібертад», кольори якої і захищав протягом усієї своєї кар'єри гравця.

## Виступи за збірну
1947 року дебютував в офіційних матчах у складі національної збірної Парагваю. Протягом кар'єри у національній команді провів у її формі 32 матчі, забивши 1 гол.
У складі збірної був учасником трьох чемпіонатів Південної Америки: 1947 року в Еквадорі, 1949 року у Бразилії, 1953 року у Перу, здобувши того року титул континентального чемпіона.
У складі збірної був учасником чемпіонату світу 1950 року у Бразилії, де зіграв зі Швецією (2-2) та Італією (0-2).
Помер 7 березня 2010 року на 90-му році життя.

## Титули і досягнення
- Чемпіон Південної Америки: 1953
- Срібний призер Чемпіонату Південної Америки: 1947, 1949